# 穆巴拉克時期
穆巴拉克時期指第四任埃及總統胡斯尼·穆巴拉克統治下的埃及，其正式國名為阿拉伯埃及共和國。在第三任埃及總統安瓦爾·沙達特於1981年10月6日去世後，穆巴拉克在1981年10月14日正式成為埃及總統，直至2011年埃及革命後，於2011年2月11日下臺，任期長達近30年。最終穆巴拉克於2020年2月25日因心臟疾病去世，終年91歲。被臺灣媒體稱為「最後的法老」。穆巴拉克政府在阿拉伯之春民眾起義中被推翻，與大多數阿拉伯國家一樣他的總統任期標誌的是延續沙達特奉行的政策，包括埃及經濟的自由化「因菲塔」和對1979年戴維營協議的承諾。穆巴拉克領導下的埃及政府也與阿拉伯國家聯盟的其他成員國保持著密切的關係，以及對美國、俄羅斯、印度和大部分西方世界保持著一定的交流。然而，大赦國際和人權觀察等國際非政府組織一再批評其政府的人權記錄。提出的問題包括政治審查、警察暴行、任意拘留、酷刑以及對言論、結社和集會自由的限制。
穆巴拉克的總統任期極大影響了埃及社會和政治。在很大程度上是由於埃及的政治結構，在這種結構下，總統有權直接批准所有立法提議和國家支出。

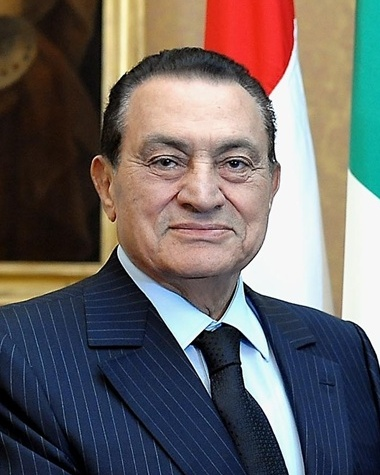
胡斯尼·穆巴拉克

## 政治

### 穆巴拉克上臺
1981年10月6日安瓦爾·沙達特遇刺後，胡斯尼·穆巴拉克成為埃及總統；幾週後，通過人民議會（埃及兩院制立法機構的下議院）的全民投票，隨後確立正式總統職務。自1975年以來，他一直擔任副總統，這是他在過去二十年中在埃及空軍中晉升後獲得的職位。在1973年第四次中東戰爭期間，他還擔任過國防部副部長。

### 統治
埃及這一時期的政治改革受到限制。在2005年之前，反對派候選人不得競選總統，而是每隔六年定期通過人民議會的全民投票重新確認職位。這在2005年5月25日的憲法修正案後發生了變化。修正案通過四個月後舉行了總統選舉，穆巴拉克獲得了將近89%的選票，擊敗了另外兩名候選人。為了列入選舉議程與確立職務，總統候選人必須得到政黨的支持和全國選舉委員會的核定。反對黨呼籲選民抵制公投，認為公投毫無意義，但最終仍以超過80%的支持率通過。

### 面對反對派
在發起埃及前所未有的總統選舉後不久，反對派政治家埃曼·努爾因偽造罪名被判入獄，批評人士稱其為偽造罪；他於2009年 2月18日獲釋。穆斯林兄弟會成員在2005年被允許作為獨立人士競選議會，獲得88個席位，佔人民議會的20%。
與新民主黨相比，反對黨一直處於軟弱和分裂。在2000年11月的人民議會選舉中，34名反對黨成員在454個席位的議會中贏得席位，面對388個最終的執政黨國家民主黨（NDP）顯得極少。穆斯林兄弟會於1928年在埃及成立，一直是非法組織，不被承認為政黨（埃及現行法律禁止組建以宗教為核心的政黨）。兄弟會成員已被選為人民議會和地方議會的獨立成員，埃及的政治反對派還包括民間團體和民眾運動，例如埃及變革運動（kefāya）和4月6日青年運動。
穆巴拉克對埃及實行嚴密、專制的控制。隨著有關他的兒子阿拉·穆巴拉克在政府招標和私有企業中收受贓款的消息傳出，民眾對穆巴拉克及其國內經濟改革計劃的支持率急劇下降。隨著阿拉·穆巴拉克在2000年開始淡出政治舞台，穆巴拉克的次子賈邁勒·穆巴拉克開始在國家民主黨中崛起，並成功將新生代新自由主義者引入該黨最終進入政府。賈邁勒·穆巴拉克與幾位同事一起成立了Medinvest Associates Ltd.公司，該公司管理著一家私營股權基金，並從事一些企業融資的諮詢工作。

### 緊急狀態法
《緊急狀態法》又稱《第162號法律》，於1958年通過，埃及是一個半總統制共和國，自1967年以來一直如此，根據法律，警察權力得到擴大，憲法權利被停指，國家審查合法化。法律嚴格限制任何非政府的政治活動，如禁止街頭示威、未經批准的政治組織和未經登記的政黨不得參政。約17,000人被依法拘留，估計政治犯高達30,000人。在這種“緊急狀態”下，政府有權在任何時間監禁個人，而且幾乎不須任何理由，從而使他們在任何時間未經審判就被關在監獄裡。政府聲稱，如果現任政府不放棄議會選舉、沒收該組織主要金融家的財產並拘留該組織的傀儡領袖，那麼像穆斯林兄弟會這樣的反對派組織可能會在埃及掌權，如果有緊急狀態法和司法程序，那麼這些行動幾乎是不可能的。

## 外交

### 外交關係
穆巴拉克維持埃及對戴維營協議的承諾，同時恢復與其他阿拉伯國家的關係。在沙達特驅逐蘇聯專家三年後，穆巴拉克還恢復了與蘇聯的關係。1984年1月，埃及重新加入伊斯蘭合作組織；1987年11月，阿拉伯國家會議決議允許阿拉伯國家與埃及恢復外交關係；1989年埃及重新加入阿拉伯國家聯盟。埃及還在聯合國和不結盟運動等國際論壇中發揮了一定作用。

### 海灣戰爭
在穆巴拉克的領導下，埃及是美國的堅定盟友，自1979年簽署戴維營和平協議以來，美國平均每年向埃及提供15億美元的援助。埃及是1991年海灣戰爭中盟軍的重要成員，埃及步兵是最先登陸沙特阿拉伯將伊拉克軍隊趕出科威特的部隊之一。埃及參與聯軍被美國政府認為是爭取更廣泛的阿拉伯支持以解放科威特至關重要。雖然不受埃及人歡迎，但埃及軍隊的參與為埃及政府帶來了經濟利益。然而，穆巴拉克並不支持美國發動2003年伊拉克戰爭，認為以巴衝突應該首先得到解決。

### 敘土邊界爭端
在1998年的敘土邊界爭端、土耳其引水以及據稱敘利亞支持庫德叛亂分子的爭端中，埃及充當了敘利亞和土耳其之間的調解人。

## 宣傳反猶
穆巴拉克在埃及培養了反猶太主義文化，並將埃及變成了世界上反猶太思想最大的國家。在穆巴拉克時代，埃及媒體將反猶偽造品《錫安博學長老議定書》描繪成真品，指責猶太人在埃及傳播性病，破壞埃及農業，並造成埃及青年的毒癮問題。埃及教育部強制閱讀塔木德中的反猶太主義小冊《人類犧牲》。以色列歷史學家埃弗萊姆·卡什少校2006年寫道：「......在埃及無數的文章、學術著作、書籍、卡通、公開聲明以及廣播和電視節目，猶太人被描繪成無法想像到的最黑暗的術語......」。

## 動盪與恐怖
在穆巴拉克統治期間，動亂並非鮮為人知。1986年2月，民眾走上街頭抗議，騷亂、焚燒和搶劫，要求提高薪水，中央安全部隊前往鎮壓。事實上，動盪一直是穆巴拉克總統任期內面臨的最大挑戰，也是現代埃及歷史上第二次軍隊被派往埃及市區街頭恢復秩序。
1992年，在謝赫·奧馬爾·阿卜杜勒·拉赫曼的伊斯蘭人民組織的追隨者試圖控制開羅之後，14,000名士兵進入了開羅棚戶區的因巴巴郊區，長達六週，逮捕和驅逐了大約5000人。在接下來的幾年裡，伊斯蘭人民組織對國家和外國人發動了武裝攻擊。在1993年中，有1106人死亡或受傷。一年被打死的警察有120人多於恐怖分子的111人，幾名高級警官和他們的警察在白天的伏擊中被槍殺。1997年，至少有71人，其中大部分是瑞士遊客，在盧克索郊外的哈特謝普蘇特神廟被al-Gama'a al-Islamiyya槍手殺害，恐怖活動達到高潮。幾年來，埃及一直沒有受到伊斯蘭教徒的襲擊，直到2005年7月，當時紅海度假勝地沙姆沙伊赫（Sharm el-Sheikh）有86人喪生，150多人受傷。
2007-2008年，埃及發生了150多次示威和罷工。有些是暴力的，需要大量部署安全部隊。

## 人權
緊急狀態法在頒布實施後，為任意拘留和不公平審判提供了依據。在整個1980到2000年代，埃及安全部門侵犯人權的行為被國際特赦組織描述為有系統的侵犯人權。2007年，國際特赦組織報告說，埃及警察經常進行毆打、電擊、手腕和腳踝長時間懸吊在扭曲的位置、死亡威脅和性虐待，威脅反對派與政治犯。2009年，人權觀察估計有5,000至10,000名埃及人在未經指控的情況下被關押。警察和安全部隊經常使用酷刑和殘忍手段，據埃及人權組織，從1985年到2011年，埃及警察局記錄了701起酷刑案件，204名受害者死於酷刑和虐待。該團體認為，酷刑犯罪在光天化日之下發生在埃及街頭、警察檢查站和人們的家中，公然侵犯了人們的尊嚴和自由。
在穆巴拉克的統治下，言論、集會和結社自由受到限制。政府頒布《新聞法》、《出版法》和《刑法》規範新聞界，並要求對批評總統的人處以罰款或監禁。自由之家在2008年將埃及的新聞自由地位從「不自由」升級為「部分自由」，這並不是承認政府政策的自由化，而是因為他們發現埃及記者跨越先前限制其工作的“紅線”的勇氣，以及對埃及媒體和博客圈所代表更廣泛觀點的認可。儘管政府對記者的騷擾、鎮壓和監禁仍在繼續以某些情況下增加，但還是取得了進展。
2005年，無國界記者組織在167個國家中的新聞自由方面將埃及排在143位，其2006年的報告列舉了對記者的持續鎮壓，並在三起案件中被監禁。兩位消息人士一致認為，關於該政府的承諾改革進展緩慢或實施不均衡，令人失望。

## 經濟
從1991年開始，穆巴拉克實施了一項雄心勃勃的國內經濟改革計劃，以縮小公共部門的規模達成擴大私營部門的作用。1990年代，在國際貨幣基金組織的一系列安排，加上埃及參與海灣戰爭聯軍所帶來的大規模外債減免，幫助埃及改善了宏觀經濟表現。
在穆巴拉克統治的最後二十年裡，通貨膨脹有所降低，從1981年到2006年， 基於購買力平價 (PPP) 的人均GDP增長了四倍（從1981年的1355美元到2006年的保守估計4535美元，以及在2010年統計的6180美元）。
然而，這種增長遠非平均分佈。貨幣重組，尤其是埃及鎊的浮動、國家貨幣市場的自由化、稅收制度的改革和政府社會支出的戰略性削減，導致大多數人陷入了困境，隨著房價越來越昂貴，對於年輕人來說，婚姻變得更加艱難；六、七口之家住在一個房間裡變得很普遍。在許多埃及家庭中，家庭成員輪流睡在同一張床上是很常見的，因為過度擁擠使得不可能為每個人提供更多的床位。只有四分之一較不貧窮的埃及家庭會為他們的孩子購買牙膏，因為牙膏被認為是埃及窮人的奢侈品。
截至1989年，在穆巴拉克時代初期，埃及的財富分配仍然存在偏差；大約2,000個家庭的年收入超過35,000埃及鎊 ，而超過400萬人的收入低於200埃及鎊。埃及的社會狀況有所改善，但現代化並未成功達到其公民的臨界數量，此外，由於2008年的糧食價格危機和燃料價格衝擊以及全球經濟危機，相關的經濟活動放緩。
根據世界銀行報告：
「埃及五歲以下兒童的嬰兒死亡率和營養不良率都下降了一半，預期平均壽命從64歲增加到71歲。儘管結果有些不均衡，但絕大多數人口的經濟和生活水平有所改善。雖然18%的埃及人口仍生活在國家貧困線以下，但在上埃及農村地區，這一數字高達40%另外20%的人在過去十年中曾一度陷入貧困，這加劇了一種社會脆弱性和不安全感。」
根據Settle Times於2011年1月發表的一篇文章：「埃及大約一半的人口每天靠2美元或更少的錢生活」。

## 貪腐問題
在穆巴拉克任期間，政府內部的政治腐敗急劇上升，這是由於確保長期總統任期權力增加所必需的制度體系。這種腐敗導致政治人物和年輕活動家未經審判就被監禁，非法拘留無證隱藏氾濫，以及有政治傾向的大學、清真寺、媒體被迫關閉。在人員層面，由於緊急狀態法，每個警察官員都可以使用無條件逮捕來侵犯其所在地區公民的隱私。
2010年，透明國際的腐敗感知指數報告，根據商界人士和國家分析師對腐敗程度的看法10表示沒有腐敗，0表示完全腐敗，對埃及的CPI評分為3.1。埃及在報告中包含的178個國家中排名第98位。

## 社會與教育
在穆巴拉克總統任期初期（1986年），一項人口普查發現埃及人口為5040萬，其中約有230萬埃及人在其他國家工作。超過34%的人口年齡在12歲以下，68%在30歲以下。不到3%的埃及人年齡在65歲以上。與大多數開發中國家一樣，農村居民不斷湧入城市地區，但仍有大略多於一半的人口居住在農村。2010年，《經濟學人》報導稱，埃及人口主要是農村人的說法，是由於人口增加到100、000多人的村莊卻沒有被歸類為城鎮，事實上四分之三的埃及人生活在城市地區。1989年，男性出生時的平均預期壽命為59歲，女性為60歲。嬰兒死亡率為每1,000名新生兒中有94人死亡。2010年的一項調查顯示，93%居住在村莊的埃及人抱怨村莊缺乏適當的污水處理系統，人類排泄物被傾倒在尼羅河中。同一項調查顯示，85%的埃及家庭沒有垃圾服務，導致人們焚燒垃圾，將其傾倒在街道或運河上，或讓動物吃掉他們的垃圾。埃及的遊客幾乎總是評論埃及街道上佈滿垃圾和人類排泄物的“骯髒”。世界銀行估計，大約有1600萬埃及人居住在棚戶區，幾乎所有的埃及家庭都有電和自來水，但服務質量參差不齊，貧困家庭每天只能用上幾個小時的電，而且水量不穩定，經常受到污染，導致腎病率高。
根據穆巴拉克總統任期前不久通過的一項法律，埃及的大學預科公共教育結構規定了九年義務教育。儘管如此，大多數家長在孩子九年級畢業之前就讓他們輟學了。基本週期包括六年小學和通過入學考試後的三年中學。 另一項入學考試獲得了進入非強制性中學課程（十至十二年級）的資格。中學生在人文、數學或科學的普通（大學預科）課程和農業、通信或工業的技術課程之間進行選擇。學生只有在標準化考試中獲得班上滿意的分數後才能在年級之間晉級。
與許多貧窮國家一樣，女孩的入學率落後於男孩。1985-1986年，穆巴拉克擔任總統初期，所有小學生中只有45%是女生。據估計，6至12歲的女孩中有75%上了小學，而男孩則為94%。在上埃及，不到30%的學生是女生。女孩從小學輟學的頻率也高於男孩。女生約佔小學總入學人數的41%和中學入學人數的39%。在1985-1986年的所有12至18歲的女孩中，只有46%有上過學。

## 終結
穆巴拉克在2011年埃及革命期間經過18天的示威遊行後被迫下台。2月11日，副總統奧馬爾·蘇萊曼宣布穆巴拉克辭去總統職務，並將權力移交給武裝部隊最高委員會。4月13日，一名檢察官下令將穆巴拉克和他的兩個兒子拘留15天，以接受有關腐敗和濫用權力指控的訊問。隨後，他被移送法庭受審，罪名是在革命期間蓄意謀殺和平抗議者。